# Опанці (Ловреч)
Опанці (хорв. Opanci) — населений пункт у Хорватії, у Сплітсько-Далматинській жупанії у складі громади Ловреч.

## Населення
Населення за даними перепису 2011 року становило 321 осіб.
Динаміка чисельності населення поселення:

## Клімат
Середня річна температура становить 12,21 °C, середня максимальна – 25,97 °C, а середня мінімальна – -2,14 °C. Середня річна кількість опадів – 922 мм.
| Клімат поселення                              | Клімат поселення | Клімат поселення | Клімат поселення | Клімат поселення | Клімат поселення | Клімат поселення | Клімат поселення | Клімат поселення | Клімат поселення | Клімат поселення | Клімат поселення | Клімат поселення | Клімат поселення |
| Показник                                      | Січ.             | Лют.             | Бер.             | Квіт.            | Трав.            | Черв.            | Лип.             | Серп.            | Вер.             | Жовт.            | Лист.            | Груд.            |                  |
| Середній максимум, °C                         | 8,94             | 9,35             | 12,59            | 16,47            | 20,92            | 24,86            | 25,97            | 25,92            | 21,42            | 17,06            | 12,03            | 9,18             |                  |
| Середня температура, °C                       | 3,41             | 3,80             | 7,05             | 10,92            | 15,38            | 19,31            | 21,81            | 21,78            | 17,26            | 12,90            | 7,87             | 5,04             |                  |
| Середній мінімум, °C                          | −2,14            | −1,74            | 1,51             | 5,36             | 9,83             | 13,76            | 17,66            | 17,61            | 13,10            | 8,76             | 3,72             | 0,88             |                  |
| Норма опадів, мм                              | 79               | 69               | 72               | 77               | 63               | 61               | 42               | 55               | 78               | 103              | 121              | 102              |                  |
| Середньомісячна швидкість вітру, м/с          | 2.86             | 3.24             | 3.30             | 3.04             | 2.71             | 2.42             | 2.42             | 2.31             | 2.59             | 2.70             | 3.25             | 3.31             |                  |
| Середньомісячна сонячна радіація, кДж/м²·день | 5551             | 8247             | 11937            | 16196            | 19861            | 22504            | 24319            | 21514            | 16017            | 10517            | 6028             | 4746             |                  |
| --------------------------------------------- | ---------------- | ---------------- | ---------------- | ---------------- | ---------------- | ---------------- | ---------------- | ---------------- | ---------------- | ---------------- | ---------------- | ---------------- | ---------------- |
| Джерело:                                      |                  |                  |                  |                  |                  |                  |                  |                  |                  |                  |                  |                  |                  |